# Полице (Клањец)
Полице су насељено место у саставу града Клањца у Крапинско-загорској жупанији, Хрватска. До територијалне реорганизације у Хрватској налазиле су се у саставу старе општине Клањец.

## Становништво
На попису становништва 2011. године, Полице су имале 235 становника.

## Попис1991.
На попису становништва 1991. године, насељено место Полице је имало 270 становника, следећег националног састава:
| Попис 1991.‍ | Попис 1991.‍ | Попис 1991.‍ | Попис 1991.‍ | Попис 1991.‍ |
| ----------- | ----------- | ----------- | ----------- | ----------- |
|             |             |             |             |             |
| Хрвати      | Хрвати      |             | 267         | 98,88%      |
| Словенци    | Словенци    |             | 1           | 0,37%       |
| непознато   | непознато   |             | 2           | 0,74%       |
| укупно: 270 |             |             |             |             |